# Boonesborough
Boonesborough est une communauté non-incorporée des États-Unis située dans le comté de Madison au Kentucky. Elle se trouve dans la partie centrale de l’État, le long de la rivière Kentucky et est le site historique du Fort Boonesborough, qui comprend le musée de la rivière Kentucky. Le site du parc a été reconstruit pour ressembler au fort de l'époque ou Daniel Boone y résidaient.
Boonesborough fait partie de la zone métropolitaine de Richmond.

## Source
- (en) Cet article est partiellement ou en totalité issu de l’article de Wikipédia en anglais intitulé « Boonesborough, Kentucky » (voir la liste des auteurs).